# Anniviers
Anniviers (toponimo francese) è un comune svizzero di 2 719 abitanti del Canton Vallese, nel distretto di Sierre.

## Geografia fisica

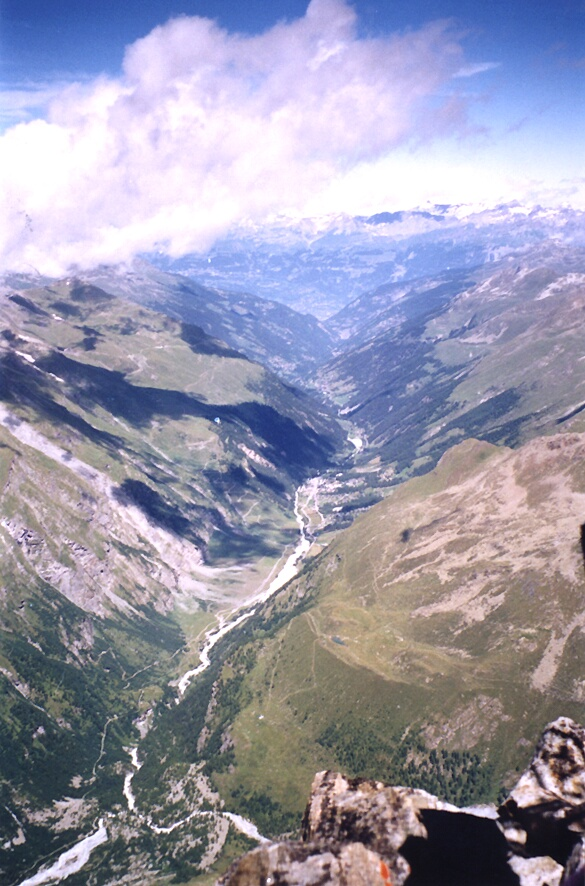
La Val d'Anniviers

Anniviers comprende tutta la Val d'Anniviers.

## Storia
Il comune di Anniviers è stato istituito il 1º gennaio 2009 con la fusione dei comuni soppressi di Ayer, Chandolin, Grimentz, Saint-Jean, Saint-Luc e Vissoie; capoluogo comunale è Vissoie.

## Società

### Evoluzione demografica
L'evoluzione demografica è riportata nella seguente tabella:
Abitanti censiti

## Geografia antropica

### Frazioni
- Ayer[3]
  - Cuimey
  - La Comba
  - Mission
  - Mottec
  - Zinal
- Chandolin[4]
  - Fang
  - Sousillon
- Grimentz[5]
- Saint-Jean[6]
  - Les Frasses
  - Mayoux
  - Pinsec
- Saint-Luc[7]
  - Niouc
- Vissoie[8]
  - Les Morands